# 彼得·波斯特
彼得·揚斯·波斯特（荷蘭語：Pieter Jansz Post；1608年5月1日—1669年5月8日（埋葬）），是荷兰黄金时代的建筑师、版画家和画家。

## 生平
出生于荷兰哈勒姆，他父亲是一位彩色玻璃拼花窗师傅，弟弟也是荷兰著名画家弗朗斯·波斯特。他善于建造荷兰巴洛克式的建筑，和他的终生合作伙伴雅各布·范·坎彭一起设计建造了位于海牙的古典主义建筑莫瑞泰斯皇家美术馆。

## 作品

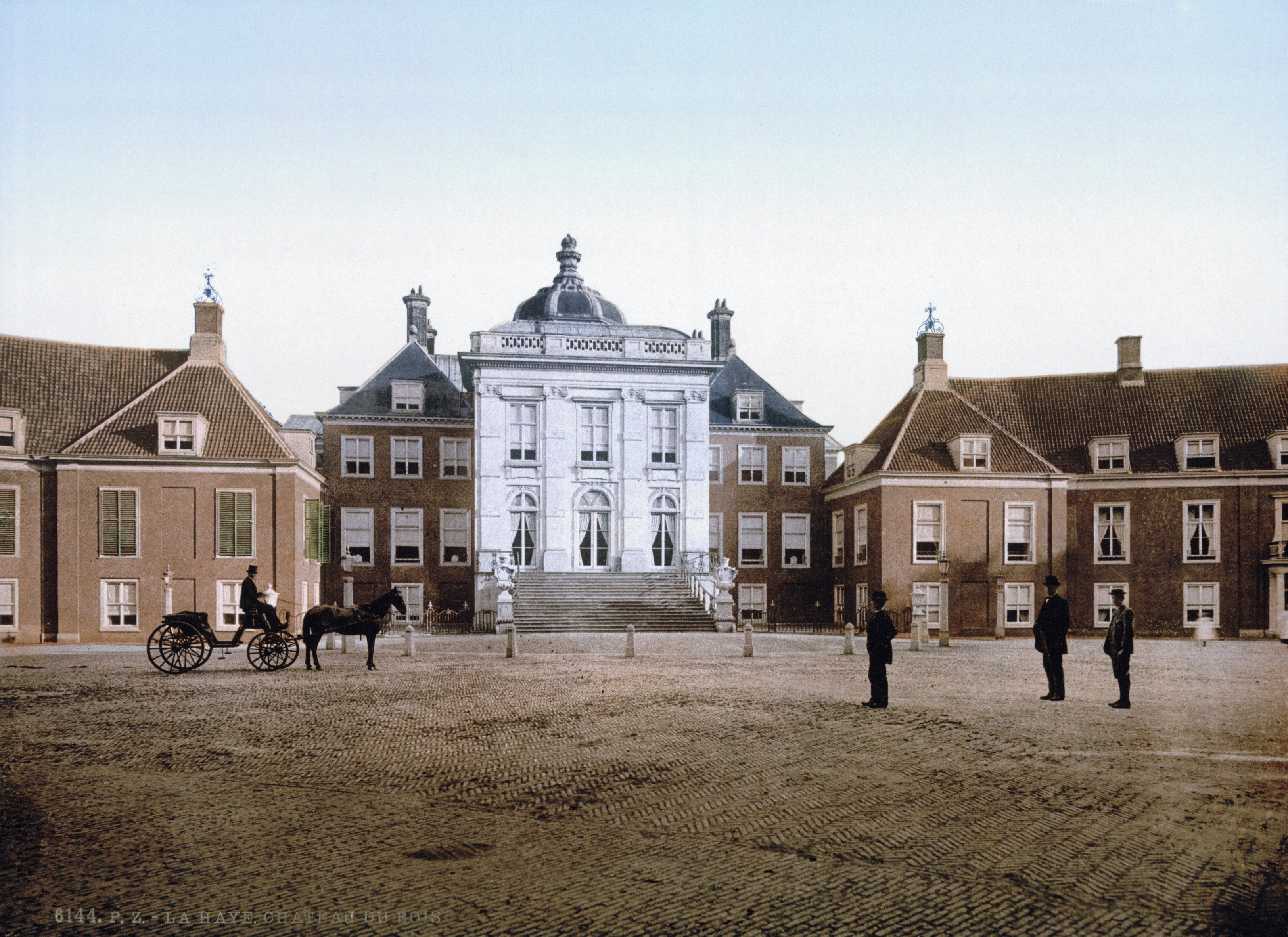
海牙豪斯登堡宫 ，1645-1650建造
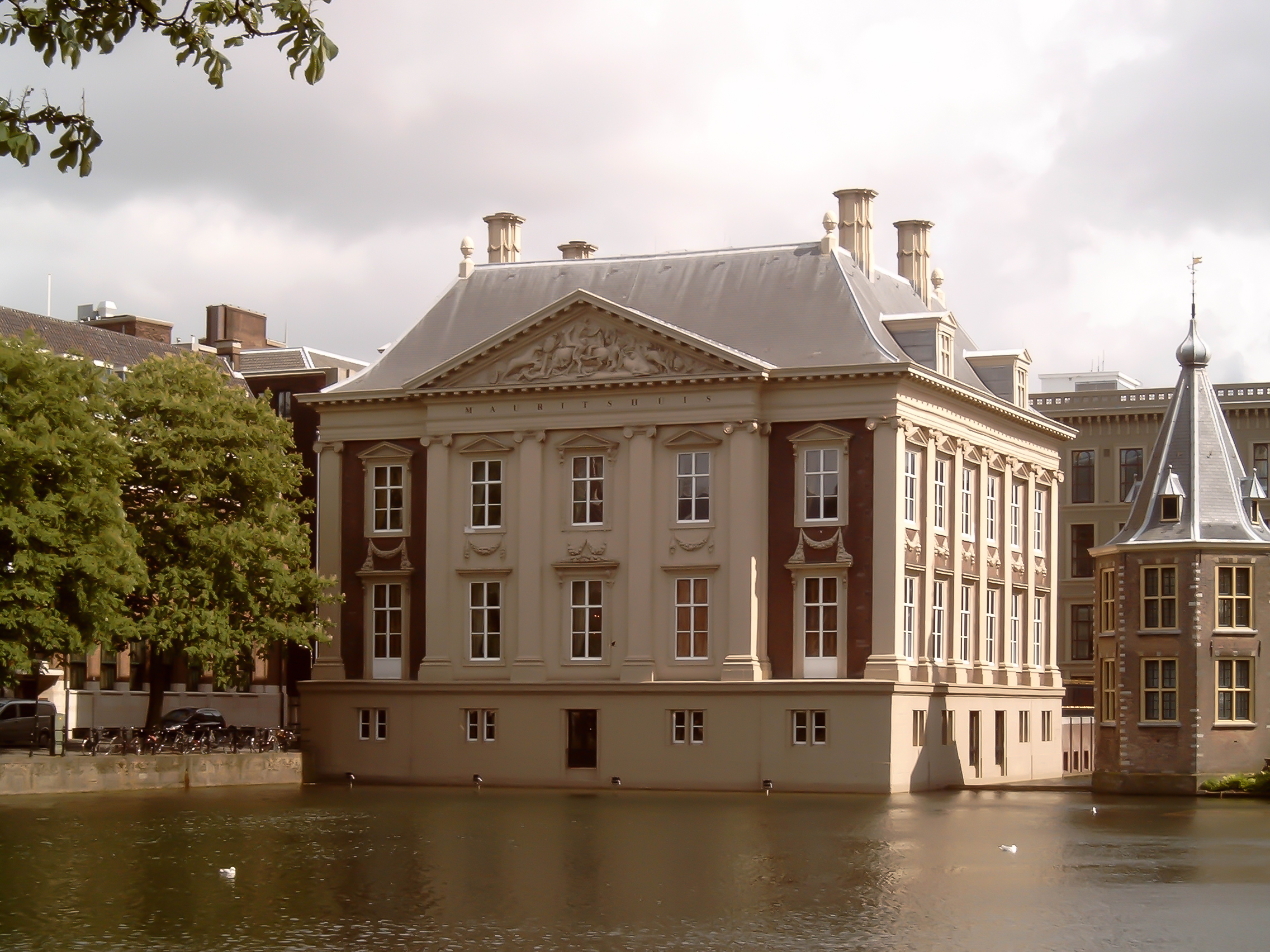
海牙莫瑞泰斯皇家美术馆
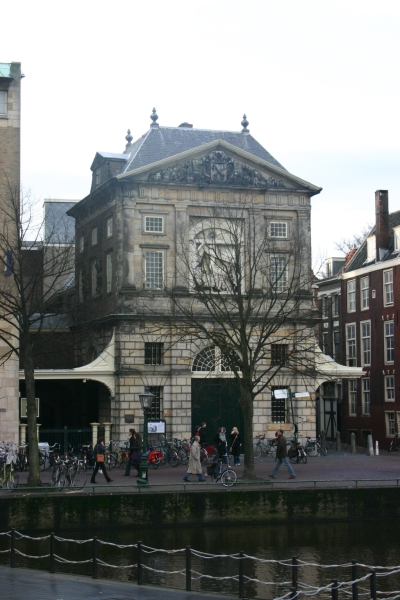
秤量房 (莱顿)
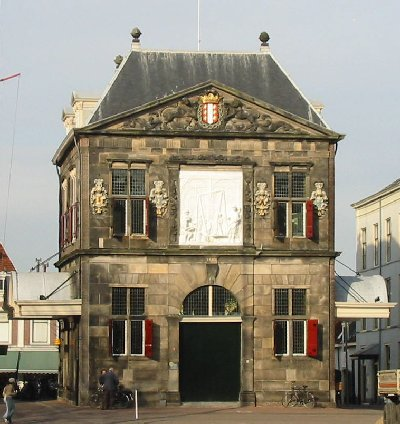
秤量房 (豪达)
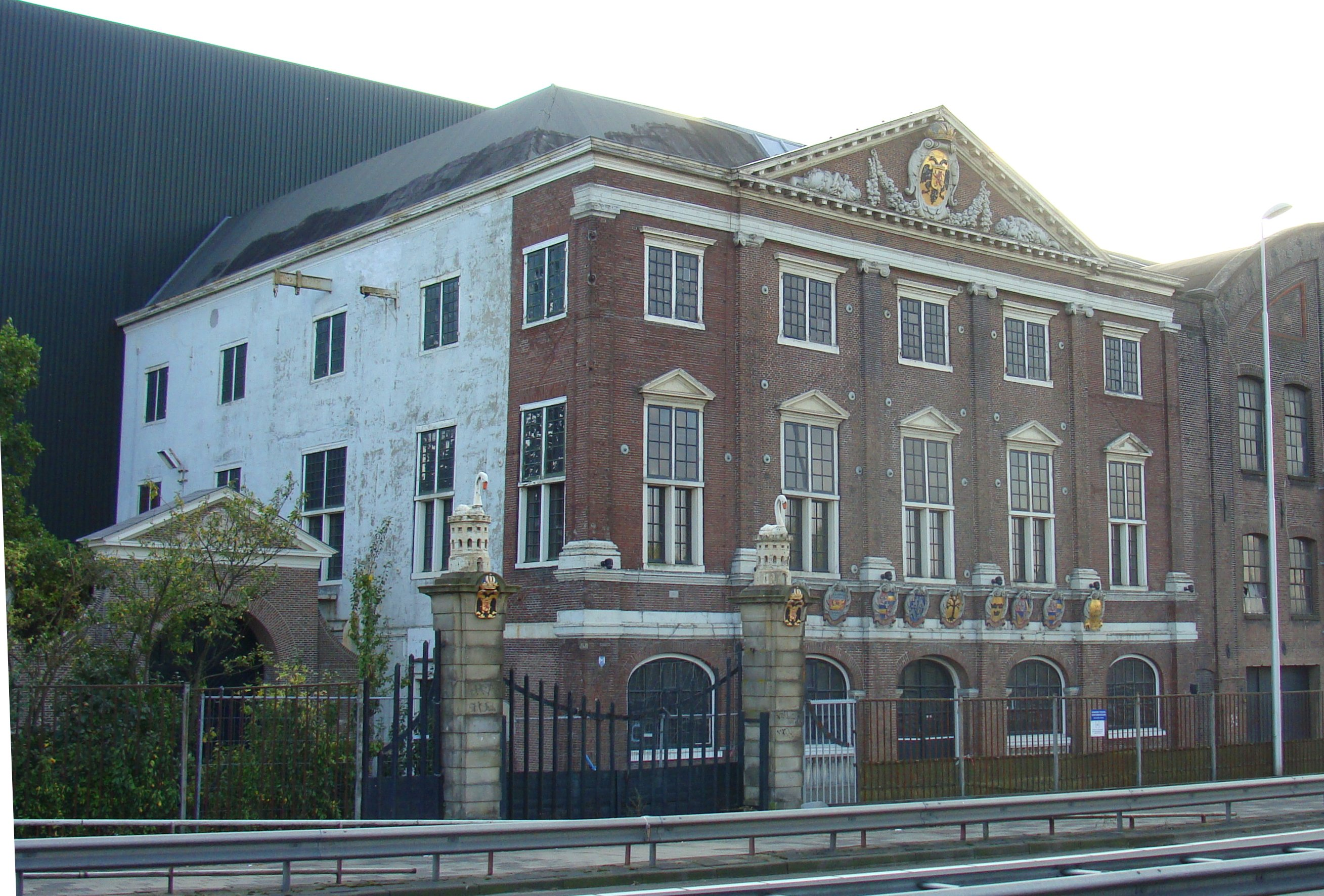
Gemeenlandshuis Zwanenburg, former seat of the Hoogheemraadschap van Rijnland waterboard, in Halfweg
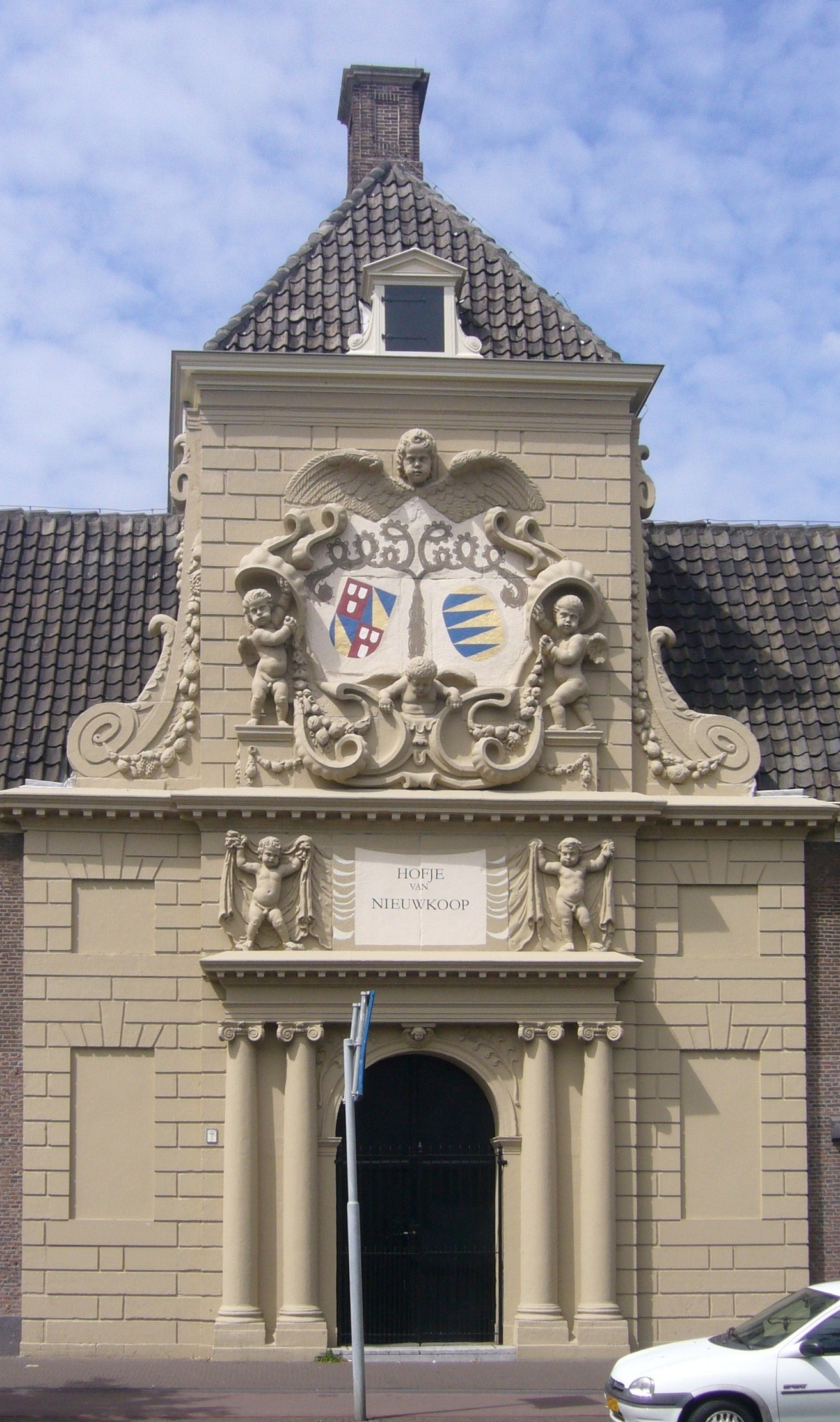
Hofje van Nieuwkoop (Den Haag)
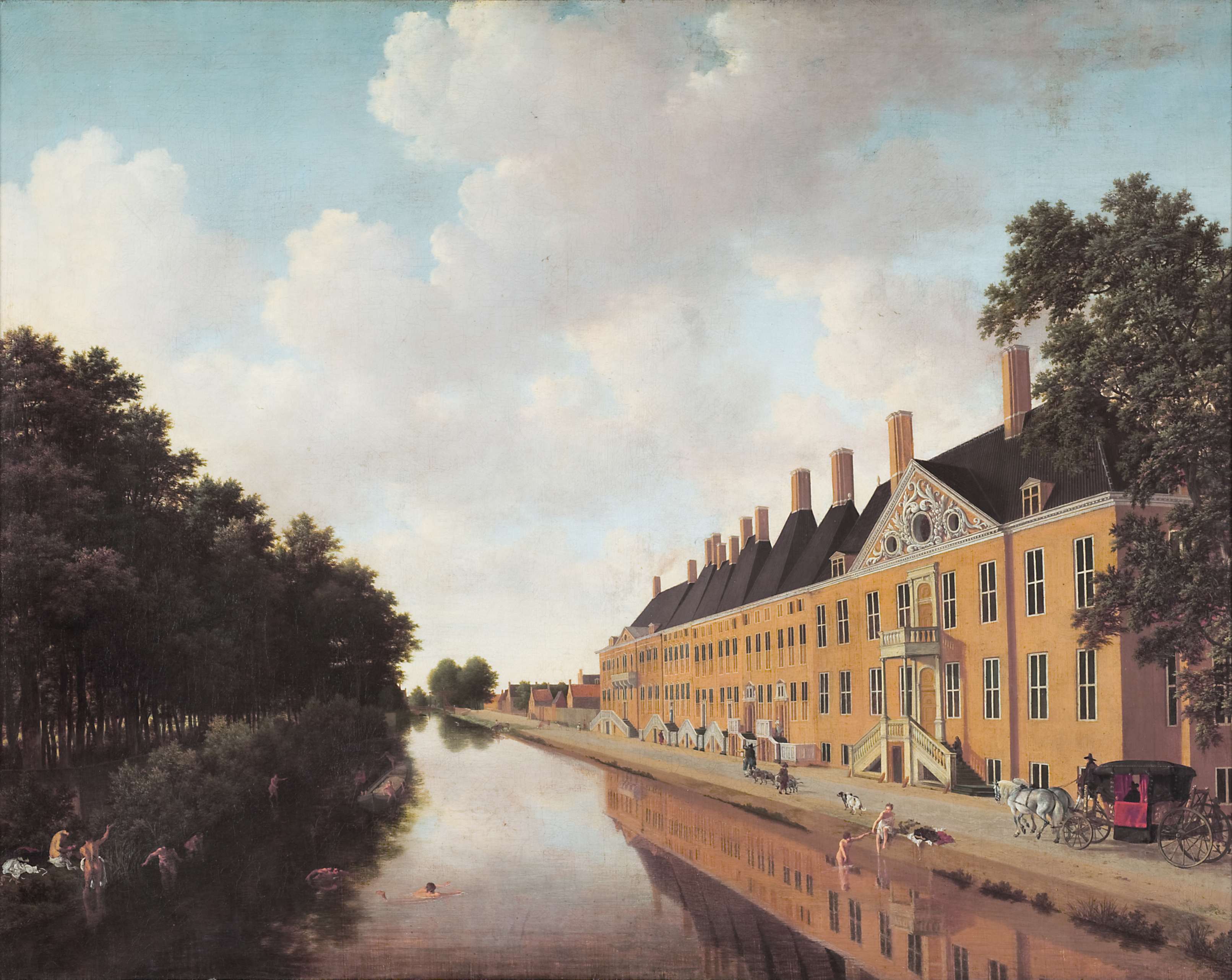
Prinsessegracht 4 in The Hague, 1660, where the Confrerie Pictura was situated.
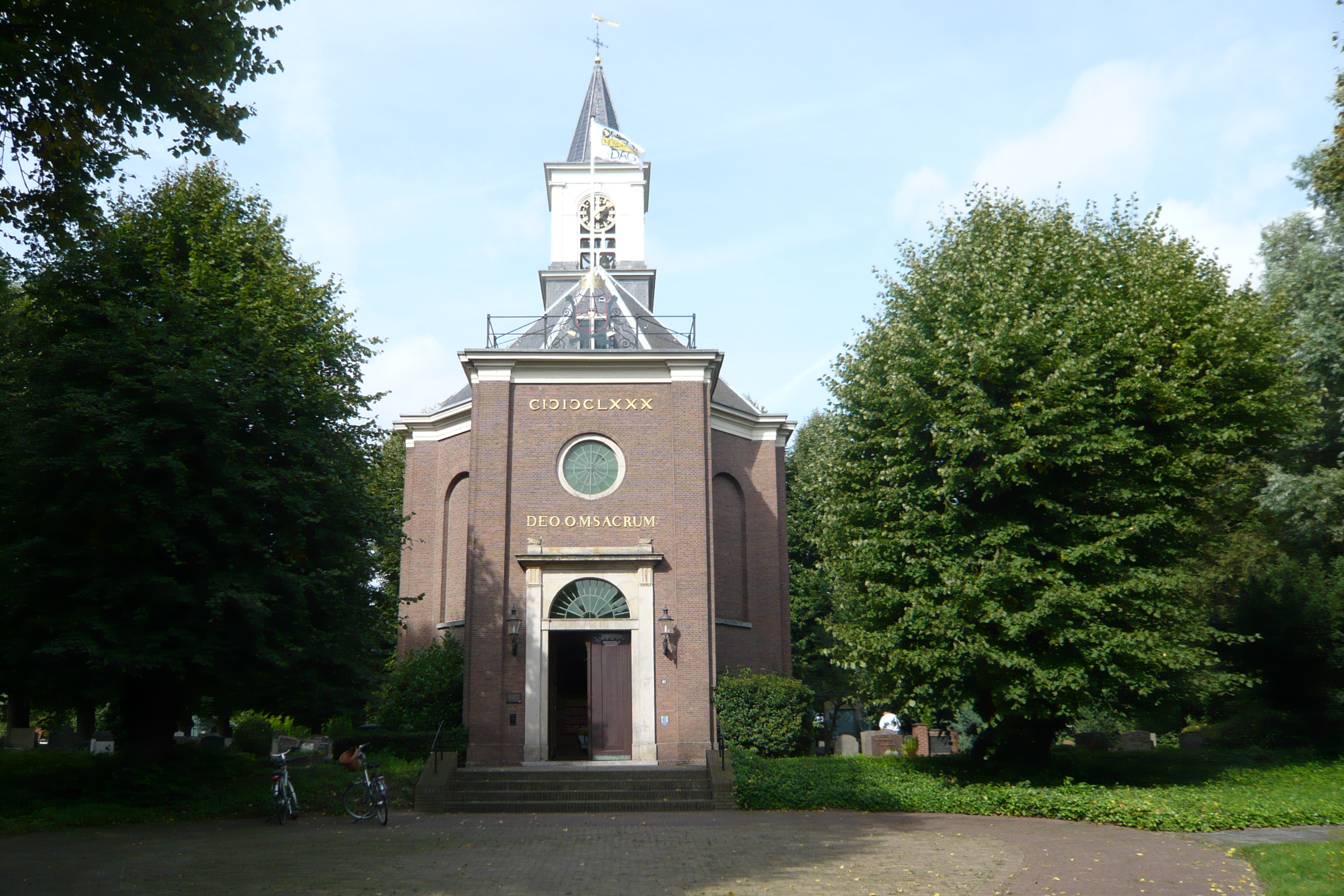
Dutch Reformed church of Bennebroek, which was finished posthumously in 1680.
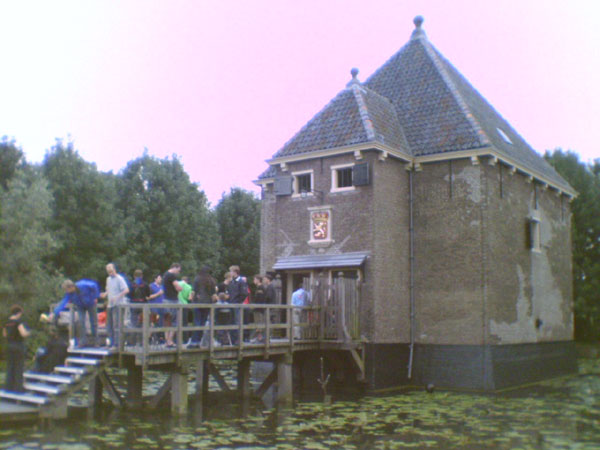
One of the "towers" of the "Kruithuis" in Delft
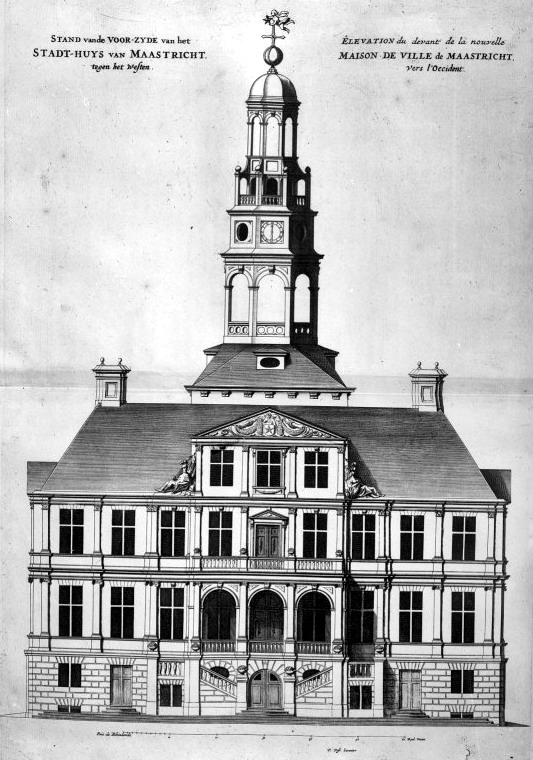
马斯特里赫特市政厅, 被认为是波斯特最出色的作品